# Dêngqên
| Tibetische Bezeichnung                     |
| ------------------------------------------ |
| Tibetische Schrift: སྟེང་ཆེན་རྫོང་              |
| Wylie-Transliteration: steng chen rdzong   |
| Offizielle Transkription der VRCh: Dêngqên |
| THDL-Transkription: Tengchen               |
| Chinesische Bezeichnung                    |
| Vereinfacht: 丁青县                        |
| Pinyin:Dīngqīng Xiàn                       |

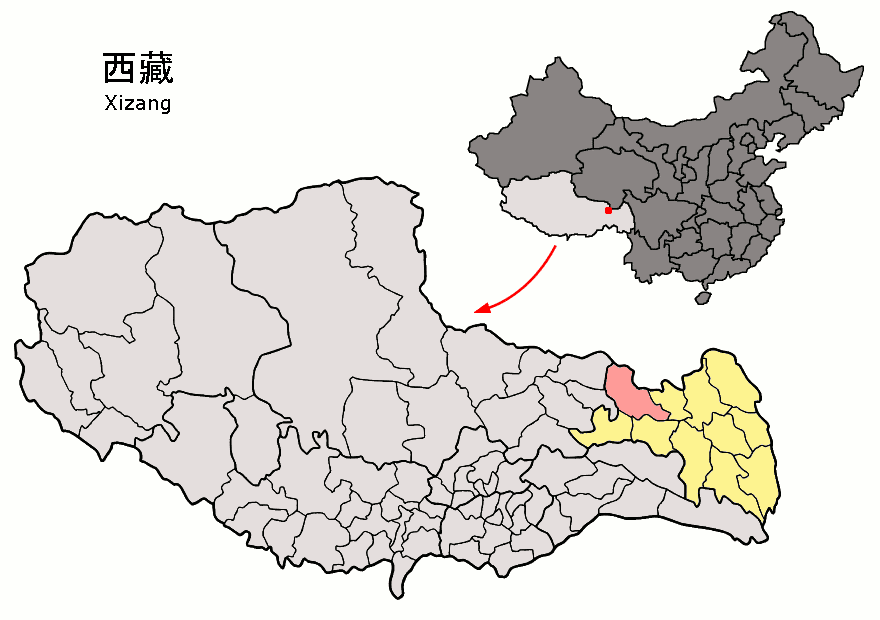
Lage des Kreises Dêngqên (rosa) in Qamdo

Der Kreis Dêngqên (Tengchen) gehört zum Verwaltungsgebiet der Stadt Qamdo im Osten des Autonomen Gebiets Tibet in der Volksrepublik China. Die Fläche beträgt 12.343 Quadratkilometer und die Einwohnerzahl 98.677 (Stand: Zensus 2020). 1999 zählte Dêngqên 58.762 Einwohner.

## Administrative Gliederung
Auf Gemeindeebene setzt sich der Kreis aus zwei Großgemeinden und elf Gemeinden zusammen. Diese sind (Pinyin/chin.):
- Großgemeinde Dingqing (Dêngqên) 丁青镇
- Großgemeinde Chidu 尺犊镇

- Gemeinde Muta 木塔乡
- Gemeinde Buta 布塔乡
- Gemeinde Bada 巴达乡
- Gemeinde Ganyan 甘岩乡
- Gemeinde Gata 嘎塔乡
- Gemeinde Sezha 色扎乡
- Gemeinde Xiexiong 协雄乡
- Gemeinde Sangduo 桑多乡
- Gemeinde Dangdui 当堆乡
- Gemeinde Shagong 沙贡乡
- Gemeinde Jue'en 觉恩乡